# Salient Ridge
Salient Ridge (englisch für Landzungengrat) ist ein markanter und 10 km langer Gebirgskamm in der Royal Society Range des Transantarktischen Gebirges im ostantarktischen Viktorialand. Er erstreckt sich vom Salient Peak in ostnordöstlicher Richtung entlang der Südflanke des Salient-Gletschers.
Die Benennung, die sich an diejenigen des gleichnamigen Gletschers und Berges anlehnt, erfolgte auf Vorschlag des neuseeländischen Geologen Robert Hamish Findlay, zwischen 1977 und 1981 Leiter dreier geologischer Kampagnen im Rahmen des New Zealand Antarctic Research Program.